# Pteronotus personatus
A Pteronotus personatus az emlősök (Mammalia) osztályának a denevérek (Chiroptera) rendjéhez, ezen belül a kis denevérek (Microchiroptera) alrendjéhez és a Mormoopidae családjához tartozó faj.

## Előfordulása
Közép- és Dél-Amerika félszáraz barlangjaiban él Mexikótól Bolíviáig.
Két alfaja ismert:
- Pteronotus personatus personatus - Dél-Amerika, Panama, Costa Rica, Nicaragua, Kelet-Honduras
- Pteronotus personatus psilotis - Nyugat-Honduras, Salvador, Guatemala, Belize, Mexikó

## Megjelenése
Hossza 6-6,7 cm, farka 1,5-1,8.
Néhány egyed szőrzete feketés-barna a háton és a fejen a szürke szín is megtalálható.

## Életmódja
Éjjel repül ki a 100-10 000 egyedet számláló kolónia a barlangból.
A többi denevérhez hasonlóan echolokációval tájékozódik a környezetében előforduló tárgyakról és élőlényekről.